# Owari Kokunai Jinmyōchō
Owari Kokunai Jinmyōchō är en bok från Heianperioden som beskriver Owari-provinsens olika shinto-helgedomar och deras respektive gudar. 